# Steven Yeun
Steven Yeun (en coreano, 연상엽 Yeun Sang Yeop; Seúl, Corea del Sur, 21 de diciembre de 1983) es un actor surcoreano conocido principalmente por haber interpretado a Glenn Rhee en la serie original de AMC The Walking Dead desde el año 2010 hasta el año 2016. Fue nominado al Premio Óscar al mejor actor en el año 2021 por la película Minari.

## Vida y carrera
Yeun nació en Seúl, Corea del Sur y se mudó con sus padres primero a Canadá en 1988, viviendo en Regina, Saskatchewan, asistiendo a la Escuela Pública de Regina. Después su familia se mudó a Estados Unidos, estableciéndose en la ciudad de Troy, Míchigan. Sus padres son Je y June Yeun, tiene un hermano llamado Brian Yeun. Estudió psicología en el Kalamazoo College de Míchigan.
Yeun le comentó a sus padres que deseaba dedicarse al teatro improvisacional en Chicago, en vez de estudiar derecho o medicina. Según Yeun, sus padres le concedieron dos años para ello, aunque la idea no les agradó. Se mudó a Chicago en 2005 donde vivió con su hermano. Más tarde se mudó a Los Ángeles en octubre de 2009. En el 2013, Yeun hizo la voz del Avatar Wan en La leyenda de Korra.
En el 2014 siguió con la grabación de The Walking Dead hasta el 2016. También debutó en la película I Origins donde protagonizó el papel de Kenny, participó en I Am como Steven, en Drunk History como Daniel Inouye's y en What's Eating Steven Yeun?, una serie de 3 capítulos para el famoso canal de videos Funny or Die junto a Sandara Park, exintegrante de 2NE1.
En 2020, Yeun fue productor ejecutivo para el drama de inmigrantes Minari de Lee Isaac Chung, que también incluye a Will Patton y Scott Haze entre el elenco. La película tuvo su estreno mundial y ganó dos premios principales en el Festival de Cine de Sundance en enero de 2020. Próximamente coprotagonizará junto a Jayne Houdyshell, Richard Jenkins y Amy Schumer, en la premiada adaptación teatral de Stephen Karam The Humans.

### Vida personal
Yeun se casó con la fotógrafa Joana Pak el 3 de diciembre de 2016. Tienen dos hijos.

## Filmografía

### Cine
| Películas | Películas                              | Películas           | Películas                   |
| Año       | Título                                 | Rol                 | Notas                       |
| --------- | -------------------------------------- | ------------------- | --------------------------- |
| 2009      | Los archivos de Kari                   | Viruta              | Cortometraje                |
| 2009      | My Name Is Jerry                       | Chaz                |                             |
| 2010      | Carpe Milenio                          | Kevin               | Cortometraje                |
| 2010      | Blowout Venta                          | Cliente             | Cortometraje                |
| 2014      | I origins                              | Kenny               |                             |
| 2015      | Like a French Film                     | Steve               |                             |
| 2016      | Chew                                   | Tony Chu            | Voz                         |
| 2017      | Okja                                   | K                   |                             |
| 2017      | The Star                               | Bo                  | Voz                         |
| 2017      | Mayhem                                 | Derek               |                             |
| 2018      | Burning                                | Ben                 |                             |
| 2018      | Sorry To Bother You                    | Squeeze             |                             |
| 2020      | Minari                                 | Jacob Yi            | También productor ejecutivo |
| 2021      | The Humans                             | Richard             | Posproducción               |
| 2021      | Space Jam: A New Legacy                | Ejecutivo de Warner |                             |
| 2022      | Nope                                   | Ricky Park          |                             |
| 2024      | Mickey 17                              | Berto               |                             |
| 2026      | The Legend of Aang: The Last Airbender | Zuko                | Voz                         |

### Televisión
| Series     | Series                               | Series                         | Series                                     |
| Año        | Título                               | Rol                            | Notas                                      |
| ---------- | ------------------------------------ | ------------------------------ | ------------------------------------------ |
| 2007       | WINGMAN                              |                                |                                            |
| 2010       | The Big Bang Theory                  | Excompañero de piso de Sheldon |                                            |
| 2010       | Lemon's the Show                     | Chico Asiático                 |                                            |
| 2010-2016  | The Walking Dead                     | Glenn Rhee                     | Protagonista (Temporada 1-7, 66 episodios) |
| 2011       | Law & Order                          | Hayden Tract                   |                                            |
| 2011       | Warehouse 13                         | Gibson Rice                    |                                            |
| 2011       | The Soup                             | Glenn Rhee                     |                                            |
| 2011       | Talking Dead                         |                                | Invitado                                   |
| 2012       | NTSF:SD:SUV:                         | Meeker                         |                                            |
| 2012       | Herder Than It Looks                 | Steven                         |                                            |
| 2013       | Filthy Sexy Teen$                    | Martín                         |                                            |
| 2013       | Playboy                              |                                |                                            |
| 2013       | The Legend of Korra                  | Avatar Wan                     | Personaje Recurrente                       |
| 2014       | I’am Korean                          | Steven                         |                                            |
| 2014       | Drunk History                        | Daniel Inouye's                |                                            |
| 2014       | What's Eating Steven Yeun?           | Steven                         | Personaje principal                        |
| 2016       | The Walking Dead: The Journey So Far | Glenn Rhee                     | Especial                                   |
| 2016-2018  | "Trollhunters"                       | Steve Palchuk                  | Voz                                        |
| 2016-2018  | "Voltron: Legendary Defender"        | Keith                          | Voz                                        |
| 2017       | Robot Chicken                        | Glenn Rhee                     | Voz                                        |
| 2018-2021  | Final Space                          | Little Cato                    | Voz                                        |
| 2018- 2019 | 3Below: Tales of Arcadia             | Steve Palchuk                  | Voz                                        |
| 2020       | Wizards: Tales of Arcadia            | Steve Palchuk                  | Voz                                        |
| 2021       | Invencible                           | Mark Grayson                   | Voz                                        |
| 2023       | Beef                                 | Danny Cho                      | Personaje principal                        |

## Premios y nominaciones
| Year | Award                                             | Category                                                  | Nominated work              | Result  | Ref.   |
| ---- | ------------------------------------------------- | --------------------------------------------------------- | --------------------------- | ------- | ------ |
| 2011 | Saturn Awards                                     | Best Supporting Actor on Television                       | The Walking Dead            |         | [ 15 ] |
| 2012 | Saturn Awards                                     | Best Television Ensemble                                  | The Walking Dead            |         | [ 16 ] |
| 2012 | Satellite Awards                                  | Best Cast – Television Series                             | The Walking Dead            |         | [ 17 ] |
| 2017 | BTVA People's Choice Voice Acting Award           | Best Vocal Ensemble in a New Television Series            | Voltron: Legendary Defender |         | [ 18 ] |
| 2017 | BTVA Television Voice Acting Award                | Best Vocal Ensemble in a New Television Series            | Voltron: Legendary Defender |         | [ 18 ] |
| 2017 | Brooklyn Horror Film Festival                     | Best Actor                                                | Mayhem                      |         | [ 19 ] |
| 2018 | Blue Dragon Film Awards                           | Best Supporting Actor                                     | Burning                     |         | [ 20 ] |
| 2018 | Boston Society of Film Critics                    | Best Supporting Actor                                     | Burning                     | Segundo |        |
| 2018 | Buil Film Awards                                  | Best Supporting Actor                                     | Burning                     |         | [ 21 ] |
| 2018 | Chicago Film Critics Association                  | Best Supporting Actor                                     | Burning                     |         | [ 22 ] |
| 2018 | Florida Film Critics Circle                       | Best Supporting Actor                                     | Burning                     |         | [ 23 ] |
| 2018 | Grand Bell Awards                                 | Best Supporting Actor                                     | Burning                     |         | [ 24 ] |
| 2018 | Greater Western New York Film Critics Association | Best Supporting Actor                                     | Burning                     |         | [ 25 ] |
| 2018 | IndieWire Critics Poll                            | Best Supporting Actor                                     | Burning                     |         | [ 26 ] |
| 2018 | Los Angeles Film Critics Association              | Best Supporting Actor                                     | Burning                     |         | [ 27 ] |
| 2018 | Seattle Film Critics Society                      | Best Actor in a Supporting Role                           | Burning                     |         | [ 28 ] |
| 2018 | Toronto Film Critics Association                  | Best Supporting Actor                                     | Burning                     |         | [ 29 ] |
| 2018 | Vancouver Film Critics Circle                     | Best Supporting Actor                                     | Burning                     |         | [ 30 ] |
| 2019 | Austin Film Critics Association                   | Best Supporting Actor                                     | Burning                     |         |        |
| 2019 | Baeksang Arts Awards                              | Best Supporting Actor                                     | Burning                     |         | [ 31 ] |
| 2019 | Chlotrudis Awards                                 | Best Supporting Actor                                     | Burning                     |         | [ 32 ] |
| 2019 | Chunsa Film Art Awards                            | Best Supporting Actor                                     | Burning                     |         | [ 33 ] |
| 2019 | International Cinephile Society                   | Best Supporting Actor                                     | Burning                     | Segundo | [ 34 ] |
| 2019 | International Online Cinema Awards                | Best Supporting Actor                                     | Burning                     |         | [ 35 ] |
| 2019 | National Society of Film Critics                  | Best Supporting Actor                                     | Burning                     |         | [ 36 ] |
| 2019 | Online Film Critics Society                       | Best Supporting Actor                                     | Burning                     |         |        |
| 2019 | Santa Barbara International Film Festival         | Virtuoso Award                                            | Burning                     |         |        |
| 2019 | Saturn Awards                                     | Best Supporting Actor                                     | Burning                     |         | [ 37 ] |
| 2021 | Academy Awards                                    | Best Actor                                                | Minari                      |         |        |
| 2021 | Chicago Film Critics Association                  | Best Actor                                                | Minari                      |         |        |
| 2021 | Chicago Indie Critics Awards                      | Best Actor                                                | Minari                      |         |        |
| 2021 | Columbus Film Critics Association                 | Best Actor                                                | Minari                      |         |        |
| 2021 | Critics' Choice Movie Awards                      | Best Actor                                                | Minari                      |         | [ 38 ] |
| 2021 | Denver Film Festival                              | Excellence in Acting Award                                | Minari                      |         | [ 39 ] |
| 2021 | DiscussingFilm Critics Awards                     | Best Actor                                                | Minari                      |         |        |
| 2021 | Greater Western New York Film Critics Association | Best Actor                                                | Minari                      |         |        |
| 2021 | Houston Film Critics Society                      | Best Actor                                                | Minari                      |         |        |
| 2021 | Independent Spirit Awards                         | Best Male Lead                                            | Minari                      |         | [ 40 ] |
| 2021 | Indiana Film Journalists Association              | Best Actor                                                | Minari                      |         |        |
| 2021 | New Mexico Film Critics                           | Best Actor                                                | Minari                      |         |        |
| 2021 | New Mexico Film Critics                           | Best Ensemble                                             | Minari                      |         |        |
| 2021 | North Carolina Film Critics Association           | Best Actor                                                | Minari                      |         |        |
| 2021 | North Texas Film Critics Association              | Best Actor                                                | Minari                      |         |        |
| 2021 | Online Film Critics Society                       | Best Actor                                                | Minari                      |         |        |
| 2021 | San Diego Film Critics Society                    | Best Actor                                                | Minari                      |         |        |
| 2021 | San Francisco Bay Area Film Critics Circle        | Best Actor                                                | Minari                      |         |        |
| 2021 | Satellite Awards                                  | Best Actor                                                | Minari                      |         | [ 41 ] |
| 2021 | Screen Actors Guild Awards                        | Outstanding Performance by a Male Actor in a Leading Role | Minari                      |         |        |
| 2021 | Screen Actors Guild Awards                        | Outstanding Performance by a Cast in a Motion Picture     | Minari                      |         |        |
| 2021 | Seattle Film Critics Society                      | Best Actor                                                | Minari                      |         |        |
| 2021 | Washington D. C. Area Film Critics Association    | Best Actor                                                | Minari                      |         |        |